# Prix anniversaire du Festival de Cannes
Le Prix anniversaire du Festival de Cannes ou Prix spécial, désigné tel quel par les organisateurs, est une récompense décernée lors dudit festival tous les cinq ans afin de récompenser un film apprécié par le jury en plus du Prix du Jury. Il peut aussi avoir pour but d'honorer un grand cinéaste à la fois pour l'un de ses films présentés en compétition et l'ensemble de sa carrière. Cette récompense est décernée à l'occasion de l'anniversaire du Festival. Il est déjà arrivé que ce prix couronne un film pour une particularité bien précise et s'identifie dans certains cas à un prix technique. Le prix prend pour nom l'âge du Festival au moment de son attribution (en 2007, lors du 60e Festival de Cannes, le Prix se nomme "Prix du 60e Anniversaire"). En 2017, pour la première fois, il revient à une actrice pour l'ensemble de sa carrière : Nicole Kidman qui présentait cette année-là deux films en compétition.
Un ancêtre de ce prix spécial a été décerné à Orson Welles pour Falstaff  en 1966 puis à Luchino Visconti pour Mort à Venise en 1971. Le prix a été attribué pour la première fois sous sa dénomination actuelle en 1982 et a été systématiquement offert à une personnalité du cinéma tous les cinq ans sauf en 2012, lors du 65e anniversaire du Festival. Le jury, alors présidé par Nanni Moretti, avait le droit de désigner un lauréat pour ce prix mais a décidé de ne pas en user et de s'en tenir aux récompenses officielles.

## Palmarès
- 1966 : Prix du 20e anniversaire à Orson Welles pour Falstaff
- 1971 : Prix du 25e anniversaire à Luchino Visconti pour Mort à Venise et l'ensemble de son œuvre
- 1982 : Prix du 35e anniversaire à Michelangelo Antonioni pour Identification d'une femme et l'ensemble de son œuvre
- 1987 : Prix du 40e anniversaire à Federico Fellini pour Intervista et l'ensemble de son œuvre
- 1992 : Prix du 45e anniversaire à James Ivory pour Retour à Howards End[3]
- 1997 : Prix du 50e anniversaire à Youssef Chahine pour Le Destin
- 2002 : Prix du 55e anniversaire, à l'unanimité du jury, à Michael Moore pour Bowling for Columbine[4]
- 2007 : Prix du 60e anniversaire à Gus Van Sant pour Paranoid Park et l'ensemble de son œuvre[5]
- 2017 : Prix du 70e anniversaire à Nicole Kidman, en compétition dans Les Proies et Mise à mort du cerf sacré et hors-compétition dans How to Talk to Girls at Parties et Top of the Lake: China Girl[6].
- 2022 : Prix du 75e anniversaire à Jean-Pierre et Luc Dardenne pour Tori et Lokita